# Doktryna szoku (książka)
Doktryna szoku: jak współczesny kapitalizm wykorzystuje klęski żywiołowe i kryzysy społeczne (eng. The Shock Doctrine: The Rise of Disaster Capitalism) – książka napisana przez kanadyjską dziennikarkę Naomi Klein. Pierwsze wydanie zostało opublikowane 4 września 2007 roku. Pierwsze polskie wydanie ukazało się w lutym 2009 roku nakładem wydawnictwa Muza, a drugie w lutym roku 2011.

## Treść
Klein opisuje w swojej kolejnej książce (po No logo) jak świat podbijany jest przez strategie „wolnego” rynku w amerykańskim rozumieniu. Obnaża, jak często „kolonializm” amerykańskich przedsiębiorstw wykorzystuje to, że niektóre kraje i narody znajdują się w stanie tytułowego szoku, przytaczając szereg przykładów z okresu powojennego historii najnowszej. Doktryna szoku miała być stosowana m.in. w Iraku w czasie wojny domowej (wywołanej amerykańską interwencją wojskową przeciwko Saddamowi Husajnowi), w Polsce po wyborach do sejmu „kontraktowego” 4 czerwca 1989, w Czechosłowacji po obaleniu komunizmu i w trakcie podziału na dwa państwa, w Chinach po zamieszkach na placu Niebiańskiego Spokoju w 1989 czy w Rosji w czasie kryzysu konstytucyjnego w 1993. Intelektualne korzenie tej metody autorka znajduje w pracach Miltona Friedmana i jego działalności na wydziale nauk ekonomicznych Uniwersytetu Chicagowskiego jeszcze w latach 50. XX wieku.
Przytoczone przykłady zdarzeń historycznych układają się w tezę, że globalny kapitalizm zwyciężył działając właśnie pod przykrywką demokratyzacji życia społecznego różnych narodów. Autorka stara się wykazać związki polityki gospodarczej, amerykańskiej dyplomacji, działań CIA i zbrojnych interwencji we wspólnym działaniu w ramach doktryny szoku.
Naomi Klein wykazuje, w jaki sposób doktryna szoku zmieniała oblicze świata, od wojskowego zamachu stanu Pinocheta w Chile w 1973 roku, poprzez kryzys gospodarczy w Azji Południowo-Wschodniej w roku 1997 aż po ataki na World Trade Center we wrześniu 2001.
Autorka sugeruje, że nie tylko wstrząsy społeczne wywołane zmianami politycznymi są gruntem dla wprowadzania destrukcyjnego modelu wolnego rynku i/lub zwiększania zysków korporacji międzynarodowych. W dyskurs wpisują się również opisane przez Klein wielkie kataklizmy naturalne – Huragan Katrina czy tsunami z grudnia 2004 oraz kataklizmy będące rezultatem działalności człowieka. Rozwinięciem tej myśli jest, między innymi, przybliżenie przez Klein następstw późniejszej katastrofy w Zatoce Meksykańskiej podczas wystąpienia na konferencji TED w styczniu 2011.
Autorka nie definiuje jednoznacznie czym jest tytułowa doktryna. Bazuje jednak cały czas na tej metaforze, a oscylując między dwoma jej pierwotnymi znaczeniami – medycznym i ekonomicznym.

## Recenzja
Od momentu wydania książka Naomi Klein doczekała się ogromnej ilości recenzji, komentarzy i artykułów. Wewnętrznie spójna krytyka (głównie amerykańskich) mechanizmów opanowywania rynków jest trudna do podważenia. Znajduje to odbicie w nieproporcjonalnie większej liczbie artykułów i komentarzy wyrażających się pochlebnie niż tych, które wyrażają się krytycznie.

### Odbiór pozytywny
Podobnie jak „No Logo” nazywane niekiedy „biblią alterglobalistów”, opinia publiczna odebrała „Doktrynę szoku” szczególnie pozytywnie w środowiskach młodych i lewicowych książka została przyjęta wręcz entuzjastycznie. Przychylnie do książki odnieśli się ekonomista Joseph E. Stiglitz (laureat Nagrody Nobla) czy filozof John N. Gray z London School of Economics, który na łamach The Guardian, stwierdził, że niewiele jest książek, które naprawdę pomagają nam zrozumieć teraźniejszość, a „Doktryna szoku” jest jedną z nich.
W 2009 roku za „Doktrynę szoku” autorka otrzymała prestiżową interdyscyplinarną nagrodę Warwick Prize w wysokości 50 tysięcy funtów. Nagroda została ufundowana przez University of Warwick w Wielkiej Brytanii, który co dwa lata wyróżnia anglojęzyczne książki przyczyniające się do intelektualnego i naukowego postępu, wyjaśniając zachodzące zjawiska na świecie w sposób jasny i klarowny.

### Odbiór krytyczny
Słowa krytyki pojawiają się głównie ze strony establishmentu oraz w kręgach liberalnych czy libertariańskich, np. Roberta Gwiazdowskiego.
W opinii autorki naturalnym przeciwnikiem książki są wspominani w niej „chłopcy z Chicago”, czyli ekonomiści wywodzący się z tzw. „szkoły chicagowskiej” oraz jej zwolennicy.

## Film
- Doktryna szoku została zekranizowana w formie dokumentu pod tym samym tytułem. Reżyserami filmu są Mat Whitecross i Michael Winterbottom[21][22].
- Mechanizmy opisane przez Naomi Klein stały się inspiracją dla twórców filmu War Inc. znanej polskim widzom pod tytułem Wojenny biznes[23].